# 2007年3月3日月食
| 月全食 2007年3月3日                           | 月全食 2007年3月3日 |
| --------------------------------------------- | ------------------- |
| 月全食時月球在地球本影的北半部，攝於23:29 UTC |                     |
| 月球由右至左穿越地球的影子                    |                     |
| 序列(序號和數目)                              | 123 (57/73)         |
| 持續時間 (時:分:秒)                           |                     |
| 月全食                                        | 1:14:12             |
| 月偏食                                        | 4:41:42             |
| 半影月食                                      | 6:08:58             |
| 接觸                                          |                     |
| 半影食始                                      | 20:16:29 UTC        |
| 偏食始                                        | 21:30:04 UTC        |
| 全食始                                        | 22:43:49 UTC        |
| 食甚                                          | 23:20:56 UTC        |
| 全食終                                        | 23:58:01 UTC        |
| 偏食終                                        | 01:11:46 UTC        |
| 半影食終                                      | 02:25:27 UTC        |
| 顯示月球在獅子座的地球影子內每小時的移動。    |                     |

2007年3月的月食發生在2007年3月3日，是一次月全食，這次是2007年第一次的月食，第二次是發生在同年8月28日的月全食。
在20:16 UTC時，月亮開始進入地球半影，21:30 UTC時則開始進入地球本影。月全食時間在22:44 UTC到23:58 UTC之間，此時月球亮度約在丹容量表L=3到L=4值之間。月亮離開地球本影時是在隔日3月4日01:11 UTC時，離開地球半影時則在02:24 UTC時。
在該次之前的月食是2006年9月7日的月偏食。

## 可見地區
歐洲、非洲、西亞全境，以及中亞部份地區可見該次月食全部過程。亞洲地區（不包含西亞全境、中亞部份地區、楚科奇半島、堪察加半島部份地區）以及澳洲中、西部可見到月沒帶食。南美洲全境，以及北美洲地區（不包含阿拉斯加地區）可見到月出帶食。
| 這張模擬圖顯示在食甚時從月球表面中心點所能看見的地球。 |

### 地圖

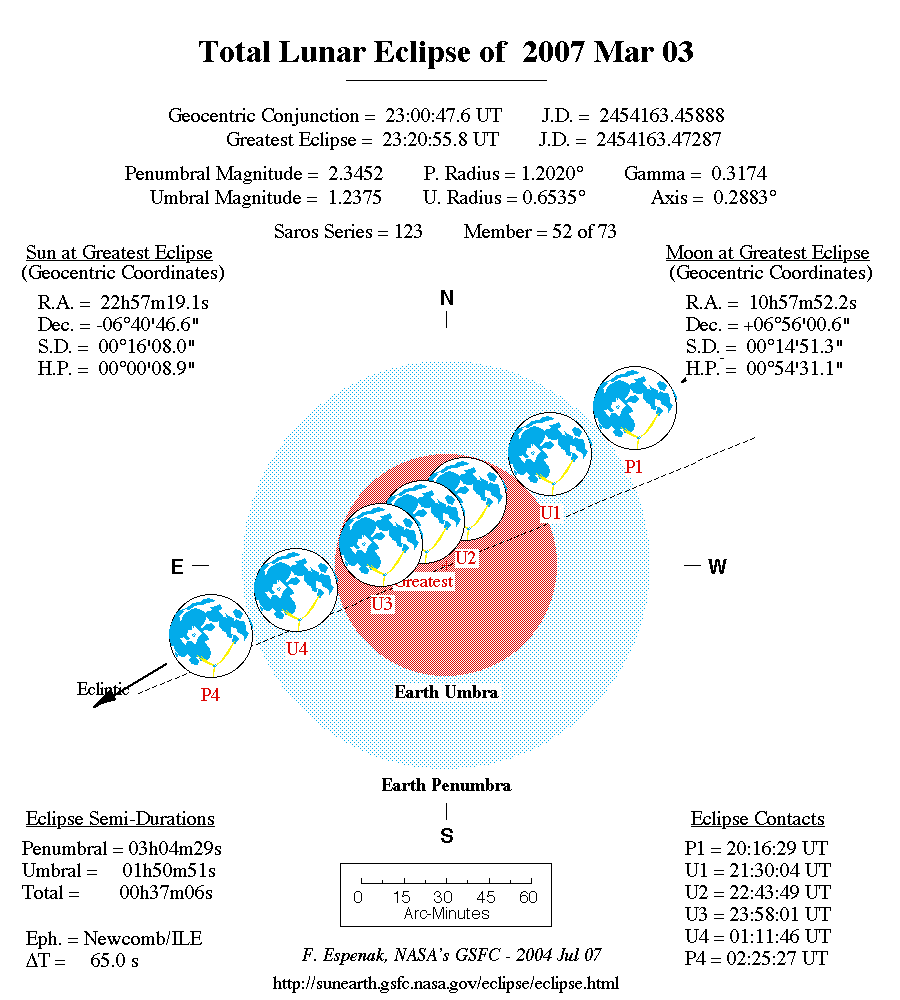
NASA公佈該次月食圖表

本圖上顯示該次可以看見月食的地區。

## 相關的月食

### 太陰年（354天）
這次的月食是只有4個日月食的短期序列。太陰年的序列是相隔12個太陰月或354天（比實際的一年退移約10天）。由於這種日期的移動，地球的影子將會較前面那一年西移約11度。
| 2006年至2009年的月食序列 | 2006年至2009年的月食序列 | 2006年至2009年的月食序列 | 2006年至2009年的月食序列 | 2006年至2009年的月食序列 | 2006年至2009年的月食序列 | 2006年至2009年的月食序列 |
| ------------------------ | ------------------------ | ------------------------ | ------------------------ | ------------------------ | ------------------------ | ------------------------ |
| 降交點                   | 降交點                   | 降交點                   |                          | 升交點                   | 升交點                   | 升交點                   |
| 沙羅                     | 觀測 日期                | 月食 種類                | 沙羅                     | 觀測 日期                | 月食 種類                |                          |
| 113                      | 2006年3月14日            | 半影月食                 | 118                      | 2006年9月7日             | 月偏食                   |                          |
| 123                      | 2007年3月3日             | 月全食                   | 128                      | 2007年8月28日            | 月全食                   |                          |
| 133                      | 2008年2月21日            | 月全食                   | 138                      | 2008年8月16日            | 月偏食                   |                          |
| 143                      | 2009年2月9日             | 半影月食                 | 148                      | 2009年8月6日             | 半影月食                 |                          |
|                          |                          |                          |                          |                          |                          |                          |
| 上一序列                 | 2005年4月24日            | 2005年4月24日            | 上一序列                 | 2005年10月17日           | 2005年10月17日           |                          |
|                          |                          |                          |                          |                          |                          |                          |
| 下一序列                 | 2009年12月31日           | 2009年12月31日           | 下一序列                 | 2009年7月7日             | 2009年7月7日             |                          |

### 默冬章（19年）
默冬章是食的19年週期，與沙羅週期加上一個食年幾乎相同。因為它出現在日曆上相同的日期，因此地球的影子幾乎落在相同的星空背景上。
| 1. 1988年3月3日 – 月偏食 (113) 2. 2007年3月3日 – 月全食 (123) 3. 2026年3月3日 – 月全食 (133) 4. 2045年3月3日 – 半影月食 (143) | 1. 1988年8月27日 – 月偏食 (118) 2. 2007年8月28日 – 月全食 (128) 3. 2026年8月28日 – 月偏食 (138) 4. 2045年8月27日 – 半影月食 (148) |
| | |

### 沙羅序列
這次的食是每18年又11天重複出現的沙羅週期第123序列。 
在123序列中有25次月全食，第一次發生在1628年7月16日，最後一次發生在2061年4月4日，最長的月全食在序列中發生兩次，分別在1736年9月20日與1754年10月1日，那次全食持續的時間為1小時46分鐘。

前一次125沙羅序列月食發生在1989年2月20日，下一次則是在2025年3月14日。

## 圖集
| 英格蘭里茲的月全食過程           |  |
| 以色列德加尼亞阿勒夫的月全食過程 |  |
| 英國的月全食過程                 |  |
|                                  |  |
| 波斯灣的月全食過程               |  |

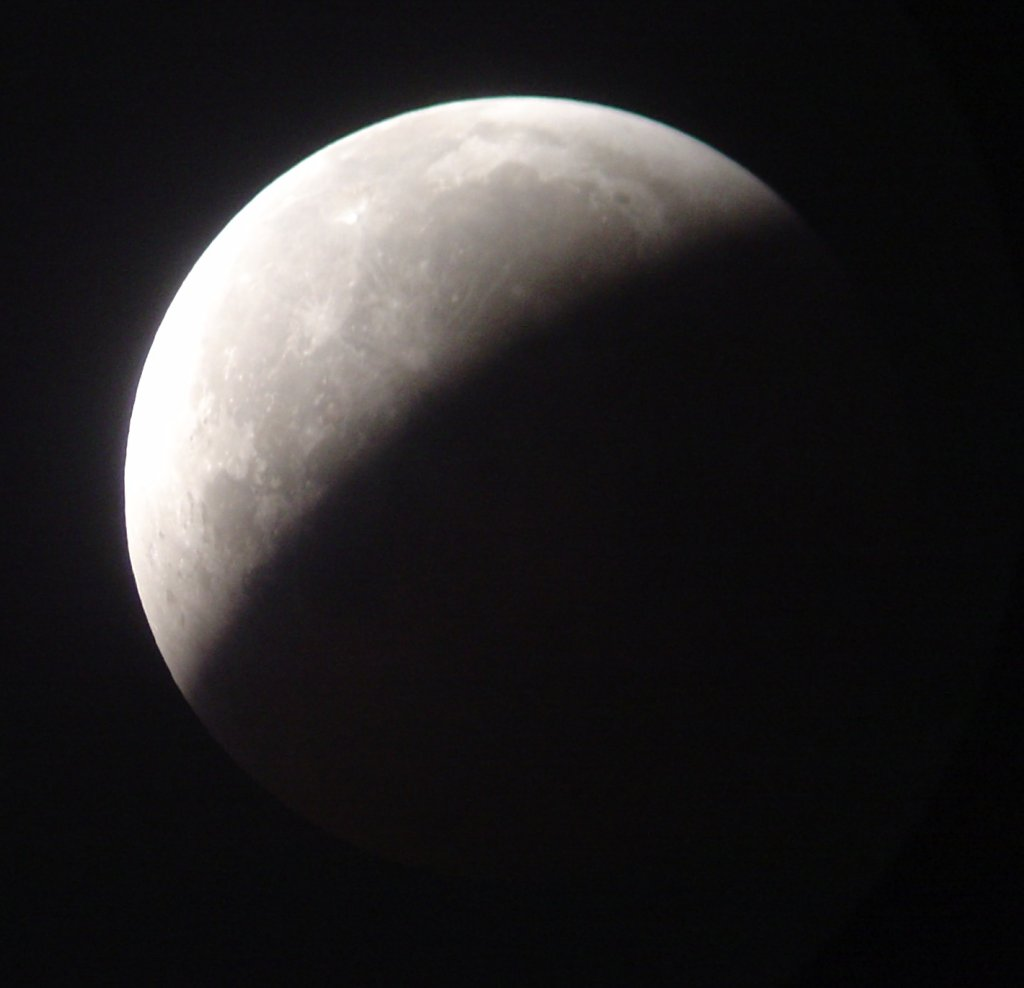
已經經過食甚過程的月偏食
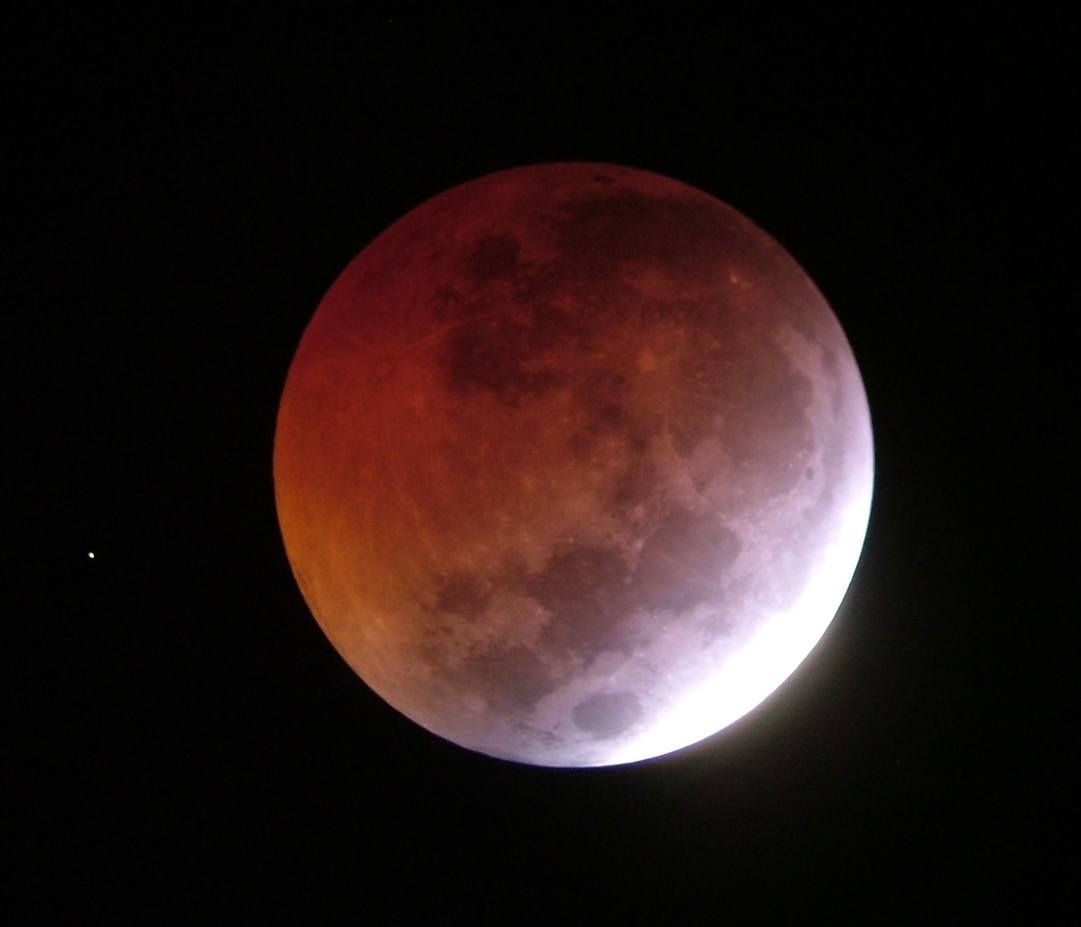
英國劍橋的月全食
月全食過程影片
月全食過程影片
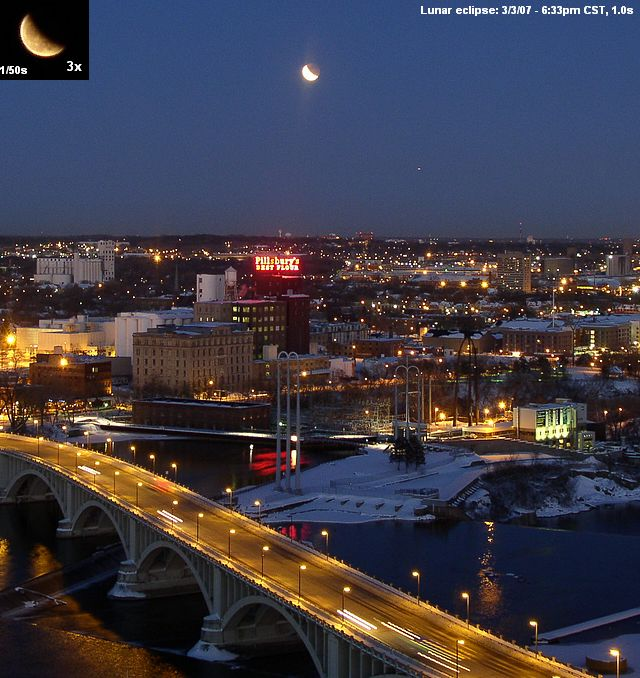
美國明尼亞波利斯的月出帶食

## 外部連結
- 2007 Mar 03 chart: Eclipse Predictions by Fred Espenak, NASA/GSFC
- Hermit eclipse: Total lunar eclipse: March 3, 2007（页面存档备份，存于）
- NASA Saros series 123（页面存档备份，存于）
- 照片
  - Flickr: Lunar Eclipse 3/3/2007（页面存档备份，存于）: pictures of the eclipse, many of which CC-licensed, from Flickr members
  - Live webcast of the total lunar eclipse 3/4 March 2007 by Astronet (The Netherlands, Belgium, Spain)（页面存档备份，存于）
  - Video of the March 3, 2007 eclipse as seen from the UK（页面存档备份，存于）
  - Animated sequence（页面存档备份，存于）
  - photo（页面存档备份，存于）